# Teorema de Fisher
El teorema de Fisher postula que l'objectiu de l'empresari és maximitzar la seva taxa de rendiment sobre costos i per aconseguir per tant el major valor present de la seva inversió. La taxa de Fisher és la taxa de rendiment que iguala en valor present tots els costos amb tots els ingressos, el que equival a la taxa interna de retorn o la taxa de rendiment que iguala els valors presents dels fluxos en efectiu de tots els projectes que s'estiguin considerant. El teorema de la separabilitat estableix que una signatura pot assegurar-se que els seus propietaris aconsegueixin la seva posició òptima en termes d'oportunitats del mercat, finançant la seva inversió amb una determinada proporció de crèdit i fons propis obtinguts internament.